# Carl Medjani
Carl Medjani (Lyon, Francia, 15 de mayo de 1985) es un futbolista argelino
francés de nacimiento, de origen argelino y francés, que se desempeña como defensa y actualmente juega en el FC Salaise de la Régional 1.

## Biografía
Tras jugar en las categorías inferiores del Saint-Étienne, fue fichado en 2003 por Gérard Houllier para el Liverpool FC. Por él se habían interesado clubes como el Arsenal, el Manchester United o el Bayern de Múnich.
Medjani no jugó con el Liverpool, siendo cedido a clubes como el FC Lorient o el FC Metz, pero en 2006, el entrenador Rafael Benítez no contaba con él, de manera que fue transferido de manera definitiva al FC Lorient donde jugó hasta 2008, año en que fichó por el AC Ajaccio de la Ligue 2, ascendiendo en 2011 con el club a la Ligue 1. Ha jugado para el AS Monaco de Francia.
En la temporada 2016-17 fichó por el Club Deportivo Leganés de La Liga.

## Selección nacional
Medjani jugó con la selección de fútbol sub-21 de Francia, aunque debido a su ascendencia argelina, Medjani decidió jugar con la selección de fútbol de Argelia, debutando en 2010 de la mano del entrenador Rabah Shaâdane, también sería convocado para el Mundial 2010.
El 2 de junio de 2014 fue incluido en la lista final de 23 jugadores que representarán a Argelia en la Copa Mundial de Fútbol de 2014.

### Participaciones en Copas del Mundo
| Mundial                        | Sede      | Resultado        |
| ------------------------------ | --------- | ---------------- |
| Copa Mundial de Fútbol de 2010 | Sudáfrica | Fase de grupos   |
| Copa Mundial de Fútbol de 2014 | Brasil    | Octavos de final |

## Clubes
| Club                        | País           | Año         |
| --------------------------- | -------------- | ----------- |
| Liverpool F. C.             | Inglaterra     | 2003-2004   |
| F. C. Lorient (cedido)      | Francia        | 2004-2005   |
| F. C. Metz (cedido)         | Francia        | 2005-2006   |
| A. C. Ajaccio (cedido)      | Francia        | 2006-2008   |
| A. C. Ajaccio               | Francia        | 2008-2013   |
| A. S. Monaco F. C.          | Francia        | 2013        |
| Olympiacos F. C. (cedido)   | Grecia         | 2013        |
| Valenciennes F. C. (cedido) | Francia        | 2014        |
| Trabzonspor                 | Turquía        | 2014 - 2015 |
| Levante U. D.               | España         | 2015        |
| C. D. Leganés               | España         | 2016        |
| Trabzonspor                 | Turquía        | 2017        |
| Sivasspor                   | Turquía        | 2017 - 2018 |
| Ohod Club                   | Arabia Saudita | 2019        |
| F. C. Salaise               | Francia        | 2020-       |